# Yoldiella riograndensis
Yoldiella riograndensis is een tweekleppigensoort uit de familie van de Yoldiidae. De wetenschappelijke naam van de soort is voor het eerst geldig gepubliceerd in 1984 door Esteves.